# یواس‌اس همپتون (آی‌دی-۳۰۴۹)
یواس‌اس همپتون (آی‌دی-۳۰۴۹) (به انگلیسی: USS Hampton (ID-3049)) یک کشتی بود که طول آن ۶۳ فوت (۱۹ متر) بود. این کشتی در سال ۱۹۰۵ ساخته شد.